# Partula rustica
Partula rustica foi uma espécie de gastrópodes da família Partulidae.
Foi endémica da Polinésia Francesa.